# Pavel Pegov
Pavel Georgijevič Pegov (rusky Павел Георгиевич Пегов; * 29. listopadu 1956 Moskva, Ruská SFSR) je bývalý sovětský rychlobruslař.
Domácích rychlobruslařských závodů se začal účastnit v roce 1976. V první polovině 80. let získal na sovětských šampionátech několik cenných kovů. Na velké mezinárodní akci se poprvé představil v roce 1983, kdy vybojoval stříbrnou medaili na Mistrovství světa ve sprintu. Zúčastnil se také Zimních olympijských her 1984 (1000 m – 13. místo). Sportovní kariéru ukončil po sezóně 1984/1985.